# Šrobárová
Šrobárová est un village de Slovaquie situé dans la région de Nitra.

## Histoire
Première mention écrite du village en 1926.

## Démographie

### Évolution de la population
| Année:               | 1994. | 2004.   | 2014.   | 2024.   |
| -------------------- | ----- | ------- | ------- | ------- |
| Nombre de personnes: | 498   | 487     | 508     | 485     |
| Différence:          |       | -2,20 % | +4,31 % | -4,52 % |

| Année:               | 2023. | 2024.   |
| -------------------- | ----- | ------- |
| Nombre de personnes: | 487   | 485     |
| Différence:          |       | -0,41 % |